# Cantonul Vitry-le-François-Ouest
Cantonul Vitry-le-François-Ouest este un canton din arondismentul Vitry-le-François, departamentul Marne, regiunea Champagne-Ardenne, Franța.

## Comune
- Blacy
- Courdemanges
- Drouilly
- Glannes
- Huiron
- Loisy-sur-Marne
- Maisons-en-Champagne
- Pringy
- Songy
- Vitry-le-François (parțial, reședință)